# Amand Neut
Armand Neut (1812-1884) fut un journaliste et essayiste belge de livres antimaçonniques.

## Biographie
Il collabora au journal catholique et conservateur La Patrie à Bruges qui changea son nom en Le Nouvelliste des Flandres dirigé par l'évêque de Bruges, François-René Boussen, puis son successeur, monseigneur Jean-Baptiste Malou. Il finit par diriger le journal.

## Œuvres
- Amand Neut, La Bienfaisance maçonnique, 1865.
- Amand Neut, Cinq lettres sur la franc-maçonnerie, 1866.
- Amand Neut, La franc-maçonnerie soumise au grand jour de la publicité, 1866.
- Amand Neut, Attentats de la Franc-Maçonnerie à l'Ordre social, 1868.
- Amand Neut, De la nécessité d'étudier la franc-maçonnerie, 1870.
- Amand Neut, La Constitution belge, expliquée par le Congrès national, les Chambres et la cour de cassation, Gand, C. Annoot-Braeckman, 1842 (lire en ligne)